# Amorreus
Amorreus era el nom que es va donar a les tribus nòmades semites que formaven una part dels amorrites. Els amorrites, en gran part, van deixar de ser nòmades i van formar a l'est la base de la població d'Accad i a l'oest van barrejar-se amb les tribus dels cananeus, i al llarg del temps els que havien restat al desert havien format de fet un poble diferent. Van seguir vivint en tendes al desert i progressivament es van estendre cap a Babilònia (on se'ls anomena martu) i cap a Síria.
Amb la conquesta egipcia de Síria el nom d'Amurru se li va donar (al segle xv aC) a la regió del sud de Síria i Líban. Cap a l'any 1330 aC el rei hitita Subiluliuma I va nomenar un cap dels amorreus i de la comunitat dels habiru (aventurers majoritàriament amorreus) rei d'Amurru.